# Kanton Amiens-4
Kanton Amiens-4 (fr. Canton d'Amiens-4) je francouzský kanton v departementu Somme v regionu Hauts-de-France. Tvoří ho šest obcí a část města Amiens. Zřízen byl v roce 2015.

## Obce kantonu
- Amiens (část)
- Blangy-Tronville
- Cachy
- Gentelles
- Glisy
- Longueau
- Villers-Bretonneux